# Giovanni Bonzano
Giovanni Bonzano (Castelleto Scazzoso, 27 september 1867 - Rome, 26 november 1927) was een Italiaans geestelijke en kardinaal van de Rooms-Katholieke Kerk.
Bonzano bezocht het seminarie van Vigevano. Vervolgens studeerde hij aan het Mastai College voor de Chinese Missie en aan de Pauselijke Urbaniana Universiteit, beide in Rome. Hij werd op 21 mei 1890 gewijd tot priester. Van 1891 tot 1897 diende hij in de missie in China. Daarna werd hij eerst vicaris-generaal van het bisdom Vigevano en vervolgens hoogleraar aan de Urbaniana. In 1904 werd hij rector magnificus van deze universiteit.
Paus Pius X benoemde hem in 1912 tot titulair aartsbisschop van Melitene en tot apostolisch delegaat in de Verenigde Staten. Vanaf 1915 leidde hij daarnaast - tijdelijk - de apostolische delegatie in Mexico.
Tijdens het consistorie van 11 december 1922 creëerde paus Pius XI hem kardinaal. Hij kreeg de San Pancrazio als titelkerk. In 1924 werd de Santa Susanna zijn titelkerk.
De laatste jaren van zijn leven vervulde hij een aantal bijzondere opdrachten van de paus. Zo superviseerde hij de restauratie van de Basilica di Santa Maria degli Angeli in Assisi en was hij pauselijk gezant bij het Internationaal Eucharistisch Congres, dat in 1926 in Chicago werd gehouden.
Een jaar later overleed hij. Hij werd begraven in de missiekerk van de Franciscanen in Grottaferrata.

## Bron
- Giovanni Bonzano op catholic-hierarchy.org

- Bibliothèque nationale de France: cb166131305 (data)
- Gemeinsame Normdatei: 1252373260
- Virtual International Authority File: 316450635